# Mestre Nô
Norival Moreira de Oliveira, mais conhecido como Mestre Nô (Itaparica, 22 de junho de 1945), é um capoeirista e professor, fundador do Grupo Angola Palmares.

## Biografia
Mestre Nô nasceu na Vila de Coroa, na Ilha de Itaparica. Se mudou para Salvador junto de sua família quando tinha sete anos de idade, onde aprofundou os seus conhecimentos na arte da capoeira.
Em Salvador, foi discípulo de Mestre Nilton e passou a frequentar as rodas organizadas por mestre Pierrô, em Massaranduba – bairro em que morava – e mestre Zeca, do bairro Uruguai, com quem aprendeu a tocar o berimbau. No ano de 1964, foi aclamado como “Mestre de Capoeira” e, neste mesmo ano, criou a academia Capoeira Angola Retintos, onde começou a formar outros mestres de capoeira.
Em 1968, Mestre Nô fundou a Academia de Capoeira Angola Orixás da Bahia, sendo esta registrada oficialmente apenas dez anos depois em 1978. Mestre Carlos Sena contribuiu na criação da Academia e de seu estatuto. A Academia resistiu até outubro de 1979, quando Nô vai morar no bairro da Boca do Rio e entrega seu trabalho para Mestre Dinelson, que por questões de organização interna cria um outro grupo chamado rupo de Capoeira Girassol, com sede no mesmo local da antiga Orixás da Bahia e que existe até os dias atuais.
Já em 1979, criou a Associação Brasileira Cultural de Capoeira Angola Palmares (ABCCP), dedicada ao ensino e a promoção das tradições da capoeira angola, realizando o trabalho de difusão da Capoeira Angola em vários estados brasileiros e em diversos países. Neste mesmo ano, mestre Nô funda a Academia Capoeira Angola Palmares (chamada de Grupo Angola Palmares).
O Grupo Angola Palmares possui participação na UFSC desde 1987. O grupo realiza anualmente desde 2000 o Encontro Nordeste de Capoeira Angola Palmares (ENCAP).

## Reconhecimentos
Em 2011, recebeu o Prêmio Viva Meu Mestre (2011), premiação concedida pelo Instituto do Patrimônio Histórico e Artístico Nacional por seu trabalho como mestre de capoeira.
Já em 2016, foi homenageado com o título de Notório Saber da Universidade Federal de Santa Catarina (UFSC), o primeiro título do gênero conferido pela instituição. A premiação foi concedida no Centro de Educação da instituição.
Em 2018, recebeu o título de Notório Saber da Universidade Federal da Bahia.
Durante o VI Rede Capoeira em 2025, recebeu o Troféu Sankofa, responsável por homenagear 10 mestres e mestras considerados guardiães de saberes ancestrais e preservação da cultura africana.